# Taiwanomyia setulosa
Taiwanomyia setulosa är en tvåvingeart som beskrevs av Alexander 1967. Taiwanomyia setulosa ingår i släktet Taiwanomyia och familjen småharkrankar. Inga underarter finns listade i Catalogue of Life.